# Еммануель Дуа
Еммануель Дуа (англ. Emmanuel Duah, нар. 14 листопада 1976, Кумасі) — ганський футболіст, що грав на позиції флангового півзахисника. Виступав за національну збірну Гани, у складі якої був учасником Олімпійських ігор та Кубка африканських націй.

## Клубна кар'єра
Розпочинав грати у футбол на батьківщині у клубі «Неоплан Старз». Після гарного виступу на юнацькому чемпіонаті світу 1991 року 15-річний Дуа був куплений клубом італійської Серії А «Торіно» разом з Самуелем Куффуром та ще двома іншими товаришами по команді. Втім Дуа так і не зіграв в офіційних матчах за італійський клуб, і наступного року перейшов у бельгійський «Стандард» (Льєж),
У жовтні 1994 року Дуа став гравцем турецького клубу «Адана Демірспор», з яким за результатами сезону 1994/95 вилетів з Суперліги, після чого перейшов в інший клуб вищого турецького дивізіону «Ескішехірспор», де провів наступний рік.
У сезоні 1996/97 Еммануель виступав у іспанській Сегунді за «Мальорку», якій допоміг вийти до Прімери, але основним гравцем не був, тому змушений був перейти до клубу другого дивізіону Португалії «Уніан Лейрія». У першому ж сезоні він допоміг своїй команді виграти Сегунду, після чого відіграв за клуб Лейрії щн чотири сезони у вищому дивізіоні країни. Більшість часу, проведеного у складі «Уніан Лейрія», був основним гравцем команди, але зіграв лише в десяти матчах в 2001/02 сезоні (забив три голи) після того як клуб осолив Жозе Моурінью, який вивів клуб в Кубок Інтертото після сьомого місця в чемпіонаті. Згодом Дуа був звільнений і продовжував виступати в Португалії, зігравши два сезони за «Жіл Вісенте», також у вищому дивізіоні країни.
2004 року, погравши недовго за клуб другого португальського дивізіону «Оваренсе», ганець став гравцем «Неджмеха», з яким 2005 року виграв «золотий дубль», чемпіонат і кубок Лівану, а також дійшов до фіналу Кубка АФК.
Завершив ігрову кар'єру у ізраїльському клубі «Хапоель» (Акко), за який виступав протягом сезону 2006/07 років у другому дивізіоні країни.

## Виступи за збірні
Був гравцем юнацької збірної Гани (U-17), яка виграла юнацький чемпіонат світу 1991 року в Італії, де Дуа забив свій єдиний гол у турнірі в фіналі проти Іспанії (1:0), принісши африканцям золоті медалі турніру. Через два роки на турнірі 1993 року в Японії він забив 3 голи в 6 іграх і здобув з командою срібні нагороди. Загалом на юнацькому рівні взяв участь у 12 іграх, відзначившись 4 забитими голами.
1993 року залучався до складу молодіжної збірної Гани, з якою став фіналістом молодіжного чемпіонату світу в Австралії. Цього разу Еммануель знову забив у фіналі, але його збірна поступилась Бразилії 1:2 і здобула срібні нагороди. Всього на молодіжному рівні зіграв у 6 офіційних матчах, забив 2 голи.
1996 року захищав кольори олімпійської збірної Гани на футбольному турнірі Олімпійських ігор 1996 року в Атланті, де провів 4 матчі і дійшов з командою до чвертьфіналу.
1994 року дебютував в офіційних матчах у складі національної збірної Гани. У складі збірної був учасником Кубка африканських націй 2002 року у Малі. На цьому турнірі він виступав у 4 матчах: в групі з Марокко (0:0), Південною Африкою (0:0), Буркіна-Фасо (2:1) та чвертьфіналі з Нігерією (0:1).
Всього протягом кар'єри у національній команді, яка тривала 11 років, провів у її формі 23 матчі, забивши 3 голи.

## Титули і досягнення
- Чемпіон Лівану (1):

«Неджмех»: 2004/05
- Володар Суперкубка Лівану (1):

«Неджмех»: 2004
Збірні
- Чемпіон світу (U-17): 1991
- Чемпіон Африки (U-21): 1993